# Lepidostoma quercinum
Lepidostoma quercinum är en nattsländeart som beskrevs av Ross 1938. Lepidostoma quercinum ingår i släktet Lepidostoma och familjen kantrörsnattsländor. Inga underarter finns listade i Catalogue of Life.